# 木造建築科
木造建築科（もくぞうけんちくか）は、日本の専修学校に設置されている学科、職業能力開発校に設置されている訓練科である。

## 設置する専修学校
- 中央工学校 工業専門課程 木造建築科
- 岐阜県立森林文化アカデミー 森林文化系専門課程 森と木のクリエーター科 木造建築講座

## 設置する職業能力開発校
北海道
- 旭川建築高等職業訓練校
- 北海道立旭川高等技術専門学院
- 土屋アーキテクチュアカレッジ

宮城県
- 職業訓練法人塩釜建設技能者訓練協会
- 職業訓練法人仙台都市圏職業訓練協会
- 職業訓練法人白石建設職組合訓練協会
- 職業訓練法人気仙沼技能者訓練協会
- 職業訓練法人宮城県建築技能訓練協会
- 職業訓練法人大崎地域職業訓練協会
- 宮城県建設技能者訓練協会連合会

その他東北
- 職業訓練法人秋田県建設技能協会
- 青森県立むつ高等技術専門校

茨城県
- 江戸崎地区建築高等職業訓練校：普通課程
- 結城地区建設高等職業訓練校：普通課程
- 県西地区下館建設高等職業訓練校：普通課程
- 水戸建築高等職業訓練校：普通課程
- 職業訓練法人龍ヶ崎地区高等職業訓練協会
- 笠間地区建設高等職業訓練校：普通課程
- 日立建設高等職業訓練校：普通課程
- 職業訓練法人真壁地区建設高等職業訓練協会

千葉県
- 安房共同高等職業訓練校
- 市原共同高等職業訓練校
- 君津郡市共同高等職業訓練校
- 山武共同高等職業訓練校（ほか建築大工科、建築科）
- 銚子市共同高等職業訓練校
- 松戸共同高等職業訓練校
- 柏工業専門校
- 住友林業建築技術専門校

その他関東
- 東京建築高等職業訓練校
- 川崎建築高等職業訓練校
- 川崎北部建職高等職業訓練校
- 横浜建築高等職業訓練校
- 三浦建築高等職業訓練校
- 湘北建築高等職業訓練校
- 株式会社マルチビルダー高等職業訓練校
- 職業訓練法人ポラス建築技術振興会職業訓練校(草加市)
- 大宮建設高等職業訓練校

長野県
- 飯田高等職業訓練校
- 長野共同高等職業訓練校長野地域職業訓練センター
- 諏訪高等職業訓練校
- 中高高等職業訓練校中野地域職業訓練センター
- 飯岳高等職業訓練校
- 大北高等職業訓練校
- 佐久高等職業訓練校
- 塩尻高等職業訓練校
- 中信職業訓練センター
- 上小高等職業訓練校

静岡県
- 小笠高等職業訓練校：普通課程
- 中遠建築高等職業訓練校：普通課程
- 浜松建築高等職業訓練校：普通課程
- 榛南建築高等職業訓練校：普通課程
- 藤枝建築高等職業訓練校：普通課程
- 静岡高等技能学校：普通課程
- 伊豆高等職業訓練校：普通課程
- 沼津高等職業訓練校：普通課程
- 小笠高等職業訓練校
- 伊東高等職業訓練校：普通課程
- 駿東地域職業能力開発学院：普通課程

富山県
- 富山建築高等職業訓練校：普通課程
- 砺波建築高等職業訓練校：普通課程
- 高岡建築高等職業訓練校：普通課程
- 魚津建築高等職業訓練校：普通課程
- オダケホーム建築技能センター：普通課程

中部・近畿
- 大成株式会社大成職業訓練校
- 職業能力開発校木匠塾
- 全京都建築高等職業訓練校：普通課程建築施工系木造建築科と短期課程建築コース

中国四国
- 鳥取県中部建築高等職業訓練校：普通課程、短期課程
- 鳥取県八頭郡建築高等職業訓練校：普通課程
- 鳥取県西部建築高等職業訓練校：普通課程
- 鳥取市建築高等職業訓練校：短期課程
- 阿波徳島高等職業訓練校：短期課程
- 高知県建築大工高等職業訓練校：普通課程

九州
- 唐津高等職業訓練校：普通課程、短期課程
- 諫早大村高等職業訓練校
- 長崎県建設技術専門学院
- 壱岐高等職業訓練校
- 八代高等職業訓練校：短期課程
- 玉名高等職業訓練校：短期課程
- 熊本市建設技術専門学院：短期課程
- 上益城建設高等職業訓練校：短期課程
- 宮崎県立産業技術専門校：普通課程
- 都城地域高等職業訓練校
- 鹿児島高等技術専門校：普通課程
- 出水共同高等職業訓練校：普通課程